# Smrt Zajdy Munroa

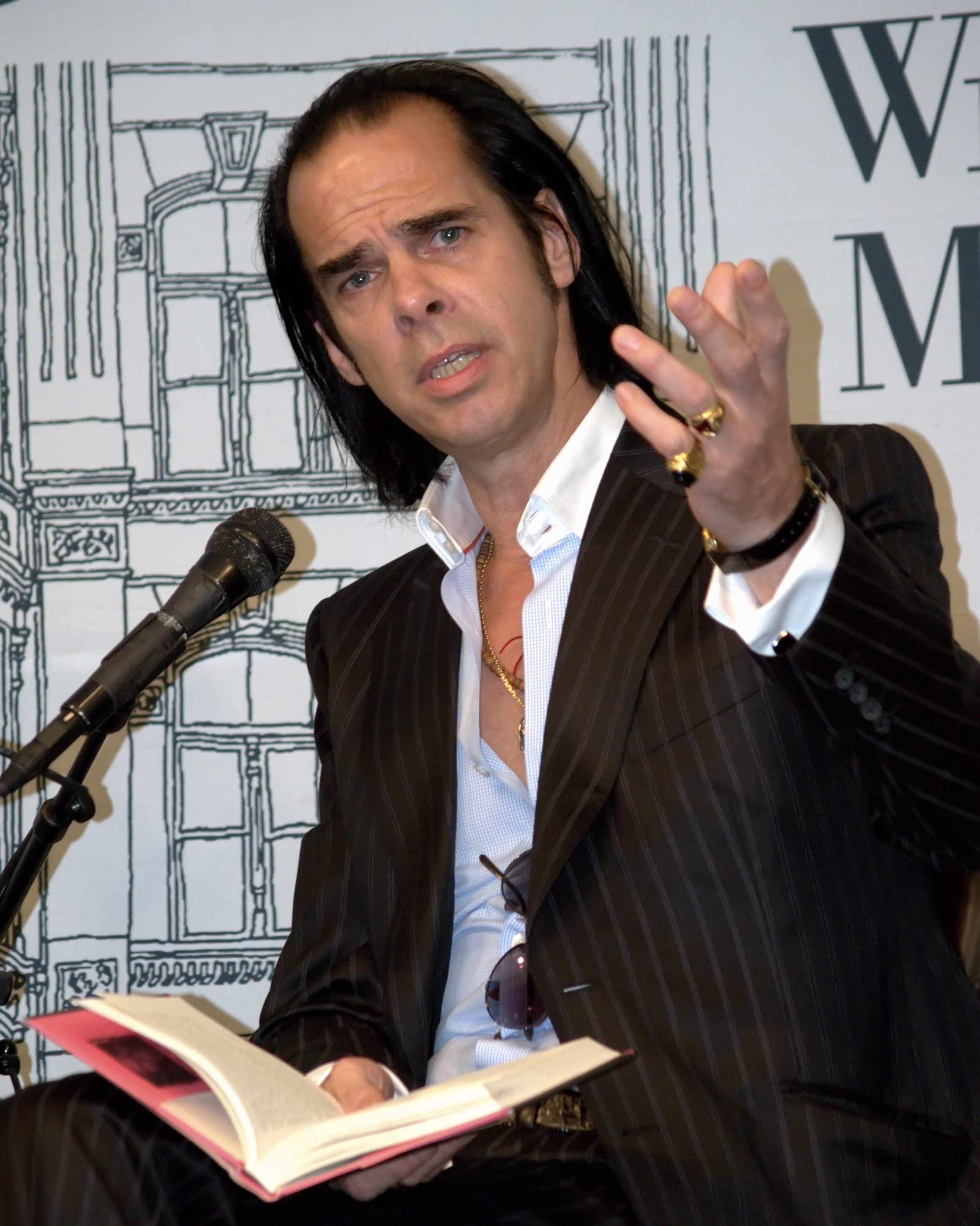
Nick Cave při autorském čtení v New Yorku v roce 2009.

Smrt Zajdy Munroa je v pořadí druhý román australského hudebníka a spisovatele Nicka Cavea z roku 2009. Hlavním hrdinou romány je Bunny Munro, který pracuje jako podomní prodejce kosmetických přípravků a je posedlý sexem. Když jeho manželka zjistí, že jí byl nevěrný, spáchá sebevraždu. Munro nakonec žije se smrtelně nemocným otcem a s devítiletým synem. Zpočátku jde o úsměvný příběh, ale postupem děje se proměňuje v tragikomický příběh o vině, trestu a pokání, kde se mísí prvky reálného vyprávění se snovými vizemi hlavní postavy.